# Sudán en los Juegos Olímpicos de Múnich 1972
Sudán estuvo representado en los Juegos Olímpicos de Múnich 1972 por un total de 26 deportistas masculinos que compitieron en 4 deportes.
El portador de la bandera en la ceremonia de apertura fue el boxeador Abdelwahab Abdulá Salih. El equipo olímpico sudanés no obtuvo ninguna medalla en estos Juegos.